# På tisdag vaknar vi upp till framtiden

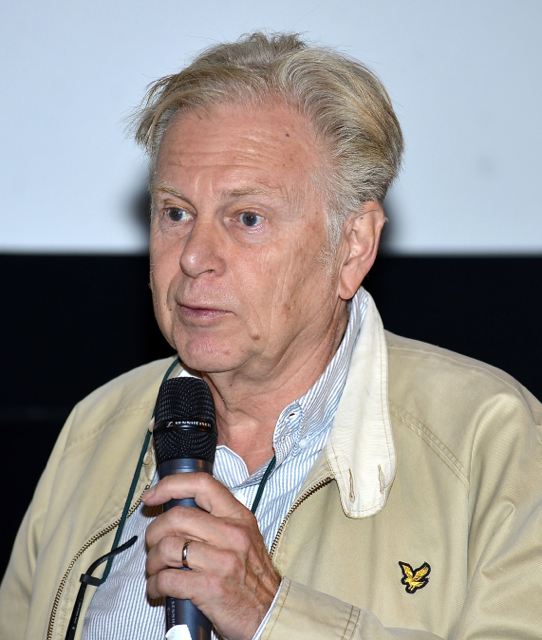
PeÅ Holmquist, augusti 2014.

På tisdag vaknar vi upp till framtiden är en svensk svartvit dokumentärfilm från 1973 i regi av PeÅ Holmquist (med hjälp av Mette Bauer, Lars-Göran Pettersson och Bitte Alling).
Filmen skildrar Danmarks första sex månader som medlemsland i Europeiska unionen (dåvarande Europeiska gemenskapen) och innehöll intervjuer och tal av olika personer. Filmen förhöll sig kritiskt till Danmarks inträde i unionen och var även ett inlägg i den i Sverige pågående debatten om Sveriges eventuella inträde i samma union.
På tisdag vaknar vi upp till framtiden premiärvisades den 27 september 1973 på Folkets Bio i Stockholm och är 80 minuter lång.